# Filofobia
Filofobia é um medo irracional de apaixonar-se por alguém.

## Causas
O risco é que, geralmente, quando uma pessoa tem enfrentado qualquer turbulência emocional relacionada ao amor no passado, possa desenvolver a doença, mas também pode ser fobia crônica.
O paciente pode ter medo de rejeição e colocar isso como um grande motivo de constrangimento que impede-o de se envolver com alguém. O medo do divórcio pode ser outra razão pela qual ele pode odiar a se apaixonar e, eventualmente, casar.
Para algumas pessoas, estar amando significa perder o controle de suas emoções, algo que os assusta. Neste caso, o amor romântico faz com que seja impossível para eles manter o controle emocional, porque o seu bem-estar se baseia nas respostas de seus parceiros.

## Sintomas
Os sintomas são muito irregulares e variam de pessoa para pessoa. Estes incluem náusea, sudorese, respiração rápida, falta de ar, boca seca, choro, sensação de pavor, ataques de pânico e medo extremo de não ser capaz de viver de acordo com as promessas feitas. Alguns casos são graves de tal forma que o paciente não pode sequer chegar tão perto de um amante em potencial. Nesses casos graves, a mente está pensando que se apaixonar é uma ameaça de vida ou morte, a tal ponto que ele automaticamente prepara o corpo para lutar pela sobrevivência. Esta resposta emocional excessiva constitui um dos mais claros sinais de que uma pessoa está nas garras de uma fobia, neste caso, o medo do amor.

## Tratamento
Psicoterapia com Psicólogos: O tratamento envolve Psicoterapia individual (preferencialmente indicado em casos de fobias e medos), onde diversas técnicas são utilizadas durante as sessões, algumas delas, listadas abaixo. Outras técnicas envolvem trabalho de respiração, autocontrole e a busca pela raiz do problema em questão (trauma, situação ou vivência) que possa ter provocado a fobia.
Reeducação
Este método se baseia em fazer uma reconstrução emocional. Para este, seria preciso já um pretendente ou companheiro para refazer um mapeamento sentimental sem pressões, com acompanhamento e orientação médica. Cada "reconstrução" é individual, pois esta parte de cada caso de filofobia.
Dessensibilização sistemática
Esta abordagem consiste em expor os pacientes ao objeto ou situação que ele teme. Graças à era do computador, alguns psicoterapeutas agora usam a realidade virtual para criar imagens dos objetos temidos. No caso de filofobia, um paciente poderia se envolver em vários cenários de "encontros" praticando suas habilidades de relacionamento com uma entidade computadorizada antes de ir a um encontro com uma pessoa viva.
Terapia cognitivo-comportamental (TCC)
Este tipo de terapia educa o paciente sobre o ciclo de padrões de pensamentos negativos, e ensina técnicas para mudar esses padrões de pensamento. Uma simples técnica conhecida CBT é simplesmente dizer "Pare!" em voz alta ou mentalmente quando pensamentos negativos surgem. Ao contrário de outras terapias para fobias, TCC pode ser conduzida num ambiente de grupo, dependendo do tipo de fobia. Combinando TCC com a terapia de dessensibilização gradual é muitas vezes mais bem sucedido do que usando o método por conta própria. Um estudo clínico descobriu que 90% dos pacientes não sofreu reações fóbicas observáveis após o tratamento de TCC ser concluído.
Dessensibilização e Reprocessamento dos Movimentos Oculares (DRMO)
Este método tem se demonstrado eficaz no tratamento de fobias específicas, mas não há pouca literatura sobre se é eficaz com filofobia. DRMO, tem sido utilizado até agora, principalmente, para tratar medos, como medo de cães depois de uma mordida de cão, e pós-stress traumático em pessoas que experimentam crime de guerra, violência ou catástrofes naturais.
Hipnoterapia
A hipnose tem se mostrado boa para ajudar a remover as associações negativas que podem desencadear ataques de pânico, bem como ajudando a controlar o fumo, comer demais e outros comportamentos de dependência. No entanto, a hipnose é fundada no paciente abandonar o controle para o terapeuta durante o tratamento, por isso seu uso no tratamento filofobia poderia ser problemático.
Programação neurolinguística (PNL)
Esta abordagem à psicoterapia tem se mostrado controversa. Os cofundadores Richard Bandler e John Grinder descrevem seu processo como uma terapia alternativa baseada em educar as pessoas na autoimagem e comunicação para mudar seus comportamentos emocionais. O título refere-se a crença dos fundadores em uma conexão entre os processos neurológicos ("neuro"), a linguagem ("linguística") e padrões de comportamento que foram aprendidas através da experiência ("programação"). PNL foi combinada com a hipnose na terapia de fobias, mas permanece fora do tratamento convencional para filofobia.
Medicamentos antidepressivos
Drogas como inibidores seletivos de serotonina e inibidores da monoamina oxidase pode ser útil em alguns casos de fobia para reduzir graves sintomas físicos e emocionais.

## Filofóbicos famosos
Alguns historiadores classificam a Rainha Elizabeth I como filofóbica, pois durante toda a sua vida a rainha não se casou. Ela chegou a manter um relacionamento com Lord Robert Dudley, entretanto demonstrava aversão ao casamento ou qualquer compromisso mais sério.